# Kanya Fujimoto
Kanya Fujimoto (藤本 寛也 Fujimoto Kanya?), född 1 juli 1999 i Yamanashi prefektur, är en japansk fotbollsspelare.
I maj 2019 blev han uttagen i Japans trupp till U20-världsmästerskapet 2019.